# 1097
Portal Geschichte | Portal Biografien | Aktuelle Ereignisse | Jahreskalender | Tagesartikel

◄ |
10. Jahrhundert |
11. Jahrhundert
| 12. Jahrhundert | ►

◄ |
1060er |
1070er |
1080er |
1090er
| 1100er | 1110er | 1120er | ►

◄◄ |
◄ |
1093 |
1094 |
1095 |
1096 |
1097
| 1098 | 1099 | 1100 | 1101 | ► | ►►
Staatsoberhäupter  · Nekrolog
| Januar | Januar | Januar | Januar | Januar | Januar | Januar | Januar |
| Kw     | Mo     | Di     | Mi     | Do     | Fr     | Sa     | So     |
| ------ | ------ | ------ | ------ | ------ | ------ | ------ | ------ |
| 1      |        |        |        | 1      | 2      | 3      | 4      |
| 2      | 5      | 6      | 7      | 8      | 9      | 10     | 11     |
| 3      | 12     | 13     | 14     | 15     | 16     | 17     | 18     |
| 4      | 19     | 20     | 21     | 22     | 23     | 24     | 25     |
| 5      | 26     | 27     | 28     | 29     | 30     | 31     |        |

| Februar | Februar | Februar | Februar | Februar | Februar | Februar | Februar |
| Kw      | Mo      | Di      | Mi      | Do      | Fr      | Sa      | So      |
| ------- | ------- | ------- | ------- | ------- | ------- | ------- | ------- |
| 5       |         |         |         |         |         |         | 1       |
| 6       | 2       | 3       | 4       | 5       | 6       | 7       | 8       |
| 7       | 9       | 10      | 11      | 12      | 13      | 14      | 15      |
| 8       | 16      | 17      | 18      | 19      | 20      | 21      | 22      |
| 9       | 23      | 24      | 25      | 26      | 27      | 28      |         |

| März | März | März | März | März | März | März | März |
| Kw   | Mo   | Di   | Mi   | Do   | Fr   | Sa   | So   |
| ---- | ---- | ---- | ---- | ---- | ---- | ---- | ---- |
| 9    |      |      |      |      |      |      | 1    |
| 10   | 2    | 3    | 4    | 5    | 6    | 7    | 8    |
| 11   | 9    | 10   | 11   | 12   | 13   | 14   | 15   |
| 12   | 16   | 17   | 18   | 19   | 20   | 21   | 22   |
| 13   | 23   | 24   | 25   | 26   | 27   | 28   | 29   |
| 14   | 30   | 31   |      |      |      |      |      |

| April | April | April | April | April | April | April | April |
| Kw    | Mo    | Di    | Mi    | Do    | Fr    | Sa    | So    |
| ----- | ----- | ----- | ----- | ----- | ----- | ----- | ----- |
| 14    |       |       | 1     | 2     | 3     | 4     | 5     |
| 15    | 6     | 7     | 8     | 9     | 10    | 11    | 12    |
| 16    | 13    | 14    | 15    | 16    | 17    | 18    | 19    |
| 17    | 20    | 21    | 22    | 23    | 24    | 25    | 26    |
| 18    | 27    | 28    | 29    | 30    |       |       |       |

| Mai | Mai | Mai | Mai | Mai | Mai | Mai | Mai |
| Kw  | Mo  | Di  | Mi  | Do  | Fr  | Sa  | So  |
| --- | --- | --- | --- | --- | --- | --- | --- |
| 18  |     |     |     |     | 1   | 2   | 3   |
| 19  | 4   | 5   | 6   | 7   | 8   | 9   | 10  |
| 20  | 11  | 12  | 13  | 14  | 15  | 16  | 17  |
| 21  | 18  | 19  | 20  | 21  | 22  | 23  | 24  |
| 22  | 25  | 26  | 27  | 28  | 29  | 30  | 31  |

| Juni | Juni | Juni | Juni | Juni | Juni | Juni | Juni |
| Kw   | Mo   | Di   | Mi   | Do   | Fr   | Sa   | So   |
| ---- | ---- | ---- | ---- | ---- | ---- | ---- | ---- |
| 23   | 1    | 2    | 3    | 4    | 5    | 6    | 7    |
| 24   | 8    | 9    | 10   | 11   | 12   | 13   | 14   |
| 25   | 15   | 16   | 17   | 18   | 19   | 20   | 21   |
| 26   | 22   | 23   | 24   | 25   | 26   | 27   | 28   |
| 27   | 29   | 30   |      |      |      |      |      |

| Juli | Juli | Juli | Juli | Juli | Juli | Juli | Juli |
| Kw   | Mo   | Di   | Mi   | Do   | Fr   | Sa   | So   |
| ---- | ---- | ---- | ---- | ---- | ---- | ---- | ---- |
| 27   |      |      | 1    | 2    | 3    | 4    | 5    |
| 28   | 6    | 7    | 8    | 9    | 10   | 11   | 12   |
| 29   | 13   | 14   | 15   | 16   | 17   | 18   | 19   |
| 30   | 20   | 21   | 22   | 23   | 24   | 25   | 26   |
| 31   | 27   | 28   | 29   | 30   | 31   |      |      |

| August | August | August | August | August | August | August | August |
| Kw     | Mo     | Di     | Mi     | Do     | Fr     | Sa     | So     |
| ------ | ------ | ------ | ------ | ------ | ------ | ------ | ------ |
| 31     |        |        |        |        |        | 1      | 2      |
| 32     | 3      | 4      | 5      | 6      | 7      | 8      | 9      |
| 33     | 10     | 11     | 12     | 13     | 14     | 15     | 16     |
| 34     | 17     | 18     | 19     | 20     | 21     | 22     | 23     |
| 35     | 24     | 25     | 26     | 27     | 28     | 29     | 30     |
| 36     | 31     |        |        |        |        |        |        |

| September | September | September | September | September | September | September | September |
| Kw        | Mo        | Di        | Mi        | Do        | Fr        | Sa        | So        |
| --------- | --------- | --------- | --------- | --------- | --------- | --------- | --------- |
| 36        |           | 1         | 2         | 3         | 4         | 5         | 6         |
| 37        | 7         | 8         | 9         | 10        | 11        | 12        | 13        |
| 38        | 14        | 15        | 16        | 17        | 18        | 19        | 20        |
| 39        | 21        | 22        | 23        | 24        | 25        | 26        | 27        |
| 40        | 28        | 29        | 30        |           |           |           |           |

| Oktober | Oktober | Oktober | Oktober | Oktober | Oktober | Oktober | Oktober |
| Kw      | Mo      | Di      | Mi      | Do      | Fr      | Sa      | So      |
| ------- | ------- | ------- | ------- | ------- | ------- | ------- | ------- |
| 40      |         |         |         | 1       | 2       | 3       | 4       |
| 41      | 5       | 6       | 7       | 8       | 9       | 10      | 11      |
| 42      | 12      | 13      | 14      | 15      | 16      | 17      | 18      |
| 43      | 19      | 20      | 21      | 22      | 23      | 24      | 25      |
| 44      | 26      | 27      | 28      | 29      | 30      | 31      |         |

| November | November | November | November | November | November | November | November |
| Kw       | Mo       | Di       | Mi       | Do       | Fr       | Sa       | So       |
| -------- | -------- | -------- | -------- | -------- | -------- | -------- | -------- |
| 44       |          |          |          |          |          |          | 1        |
| 45       | 2        | 3        | 4        | 5        | 6        | 7        | 8        |
| 46       | 9        | 10       | 11       | 12       | 13       | 14       | 15       |
| 47       | 16       | 17       | 18       | 19       | 20       | 21       | 22       |
| 48       | 23       | 24       | 25       | 26       | 27       | 28       | 29       |
| 49       | 30       |          |          |          |          |          |          |

| Dezember | Dezember | Dezember | Dezember | Dezember | Dezember | Dezember | Dezember |
| Kw       | Mo       | Di       | Mi       | Do       | Fr       | Sa       | So       |
| -------- | -------- | -------- | -------- | -------- | -------- | -------- | -------- |
| 49       |          | 1        | 2        | 3        | 4        | 5        | 6        |
| 50       | 7        | 8        | 9        | 10       | 11       | 12       | 13       |
| 51       | 14       | 15       | 16       | 17       | 18       | 19       | 20       |
| 52       | 21       | 22       | 23       | 24       | 25       | 26       | 27       |
| 53       | 28       | 29       | 30       | 31       |          |          |          |

| Januar | Januar | Januar | Januar | Januar | Januar | Januar | Januar |
| Kw     | Mo     | Di     | Mi     | Do     | Fr     | Sa     | So     |
| ------ | ------ | ------ | ------ | ------ | ------ | ------ | ------ |
| 1      |        |        |        | 1      | 2      | 3      | 4      |
| 2      | 5      | 6      | 7      | 8      | 9      | 10     | 11     |
| 3      | 12     | 13     | 14     | 15     | 16     | 17     | 18     |
| 4      | 19     | 20     | 21     | 22     | 23     | 24     | 25     |
| 5      | 26     | 27     | 28     | 29     | 30     | 31     |        |

| Februar | Februar | Februar | Februar | Februar | Februar | Februar | Februar |
| Kw      | Mo      | Di      | Mi      | Do      | Fr      | Sa      | So      |
| ------- | ------- | ------- | ------- | ------- | ------- | ------- | ------- |
| 5       |         |         |         |         |         |         | 1       |
| 6       | 2       | 3       | 4       | 5       | 6       | 7       | 8       |
| 7       | 9       | 10      | 11      | 12      | 13      | 14      | 15      |
| 8       | 16      | 17      | 18      | 19      | 20      | 21      | 22      |
| 9       | 23      | 24      | 25      | 26      | 27      | 28      |         |

| März | März | März | März | März | März | März | März |
| Kw   | Mo   | Di   | Mi   | Do   | Fr   | Sa   | So   |
| ---- | ---- | ---- | ---- | ---- | ---- | ---- | ---- |
| 9    |      |      |      |      |      |      | 1    |
| 10   | 2    | 3    | 4    | 5    | 6    | 7    | 8    |
| 11   | 9    | 10   | 11   | 12   | 13   | 14   | 15   |
| 12   | 16   | 17   | 18   | 19   | 20   | 21   | 22   |
| 13   | 23   | 24   | 25   | 26   | 27   | 28   | 29   |
| 14   | 30   | 31   |      |      |      |      |      |

| April | April | April | April | April | April | April | April |
| Kw    | Mo    | Di    | Mi    | Do    | Fr    | Sa    | So    |
| ----- | ----- | ----- | ----- | ----- | ----- | ----- | ----- |
| 14    |       |       | 1     | 2     | 3     | 4     | 5     |
| 15    | 6     | 7     | 8     | 9     | 10    | 11    | 12    |
| 16    | 13    | 14    | 15    | 16    | 17    | 18    | 19    |
| 17    | 20    | 21    | 22    | 23    | 24    | 25    | 26    |
| 18    | 27    | 28    | 29    | 30    |       |       |       |

| Mai | Mai | Mai | Mai | Mai | Mai | Mai | Mai |
| Kw  | Mo  | Di  | Mi  | Do  | Fr  | Sa  | So  |
| --- | --- | --- | --- | --- | --- | --- | --- |
| 18  |     |     |     |     | 1   | 2   | 3   |
| 19  | 4   | 5   | 6   | 7   | 8   | 9   | 10  |
| 20  | 11  | 12  | 13  | 14  | 15  | 16  | 17  |
| 21  | 18  | 19  | 20  | 21  | 22  | 23  | 24  |
| 22  | 25  | 26  | 27  | 28  | 29  | 30  | 31  |

| Juni | Juni | Juni | Juni | Juni | Juni | Juni | Juni |
| Kw   | Mo   | Di   | Mi   | Do   | Fr   | Sa   | So   |
| ---- | ---- | ---- | ---- | ---- | ---- | ---- | ---- |
| 23   | 1    | 2    | 3    | 4    | 5    | 6    | 7    |
| 24   | 8    | 9    | 10   | 11   | 12   | 13   | 14   |
| 25   | 15   | 16   | 17   | 18   | 19   | 20   | 21   |
| 26   | 22   | 23   | 24   | 25   | 26   | 27   | 28   |
| 27   | 29   | 30   |      |      |      |      |      |

| Juli | Juli | Juli | Juli | Juli | Juli | Juli | Juli |
| Kw   | Mo   | Di   | Mi   | Do   | Fr   | Sa   | So   |
| ---- | ---- | ---- | ---- | ---- | ---- | ---- | ---- |
| 27   |      |      | 1    | 2    | 3    | 4    | 5    |
| 28   | 6    | 7    | 8    | 9    | 10   | 11   | 12   |
| 29   | 13   | 14   | 15   | 16   | 17   | 18   | 19   |
| 30   | 20   | 21   | 22   | 23   | 24   | 25   | 26   |
| 31   | 27   | 28   | 29   | 30   | 31   |      |      |

| August | August | August | August | August | August | August | August |
| Kw     | Mo     | Di     | Mi     | Do     | Fr     | Sa     | So     |
| ------ | ------ | ------ | ------ | ------ | ------ | ------ | ------ |
| 31     |        |        |        |        |        | 1      | 2      |
| 32     | 3      | 4      | 5      | 6      | 7      | 8      | 9      |
| 33     | 10     | 11     | 12     | 13     | 14     | 15     | 16     |
| 34     | 17     | 18     | 19     | 20     | 21     | 22     | 23     |
| 35     | 24     | 25     | 26     | 27     | 28     | 29     | 30     |
| 36     | 31     |        |        |        |        |        |        |

| September | September | September | September | September | September | September | September |
| Kw        | Mo        | Di        | Mi        | Do        | Fr        | Sa        | So        |
| --------- | --------- | --------- | --------- | --------- | --------- | --------- | --------- |
| 36        |           | 1         | 2         | 3         | 4         | 5         | 6         |
| 37        | 7         | 8         | 9         | 10        | 11        | 12        | 13        |
| 38        | 14        | 15        | 16        | 17        | 18        | 19        | 20        |
| 39        | 21        | 22        | 23        | 24        | 25        | 26        | 27        |
| 40        | 28        | 29        | 30        |           |           |           |           |

| Oktober | Oktober | Oktober | Oktober | Oktober | Oktober | Oktober | Oktober |
| Kw      | Mo      | Di      | Mi      | Do      | Fr      | Sa      | So      |
| ------- | ------- | ------- | ------- | ------- | ------- | ------- | ------- |
| 40      |         |         |         | 1       | 2       | 3       | 4       |
| 41      | 5       | 6       | 7       | 8       | 9       | 10      | 11      |
| 42      | 12      | 13      | 14      | 15      | 16      | 17      | 18      |
| 43      | 19      | 20      | 21      | 22      | 23      | 24      | 25      |
| 44      | 26      | 27      | 28      | 29      | 30      | 31      |         |

| November | November | November | November | November | November | November | November |
| Kw       | Mo       | Di       | Mi       | Do       | Fr       | Sa       | So       |
| -------- | -------- | -------- | -------- | -------- | -------- | -------- | -------- |
| 44       |          |          |          |          |          |          | 1        |
| 45       | 2        | 3        | 4        | 5        | 6        | 7        | 8        |
| 46       | 9        | 10       | 11       | 12       | 13       | 14       | 15       |
| 47       | 16       | 17       | 18       | 19       | 20       | 21       | 22       |
| 48       | 23       | 24       | 25       | 26       | 27       | 28       | 29       |
| 49       | 30       |          |          |          |          |          |          |

| Dezember | Dezember | Dezember | Dezember | Dezember | Dezember | Dezember | Dezember |
| Kw       | Mo       | Di       | Mi       | Do       | Fr       | Sa       | So       |
| -------- | -------- | -------- | -------- | -------- | -------- | -------- | -------- |
| 49       |          | 1        | 2        | 3        | 4        | 5        | 6        |
| 50       | 7        | 8        | 9        | 10       | 11       | 12       | 13       |
| 51       | 14       | 15       | 16       | 17       | 18       | 19       | 20       |
| 52       | 21       | 22       | 23       | 24       | 25       | 26       | 27       |
| 53       | 28       | 29       | 30       | 31       |          |          |          |

## Ereignisse

### Politik und Weltgeschehen

#### Kreuzzüge

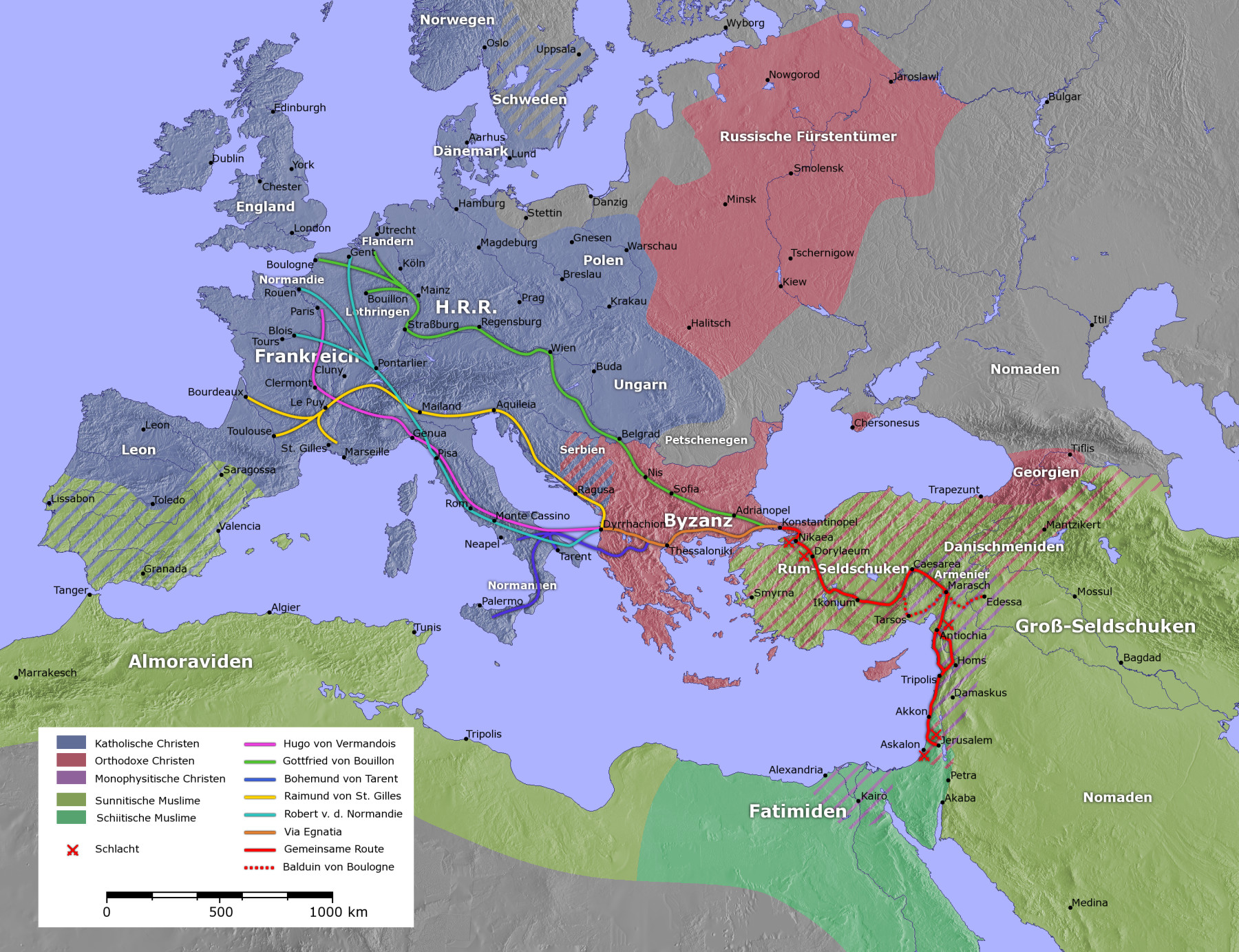
Der Verlauf des Ersten Kreuzzuges

- Die Kreuzfahrer des ersten Kreuzzugs erreichen Konstantinopel und bleiben dort bis Ende April.

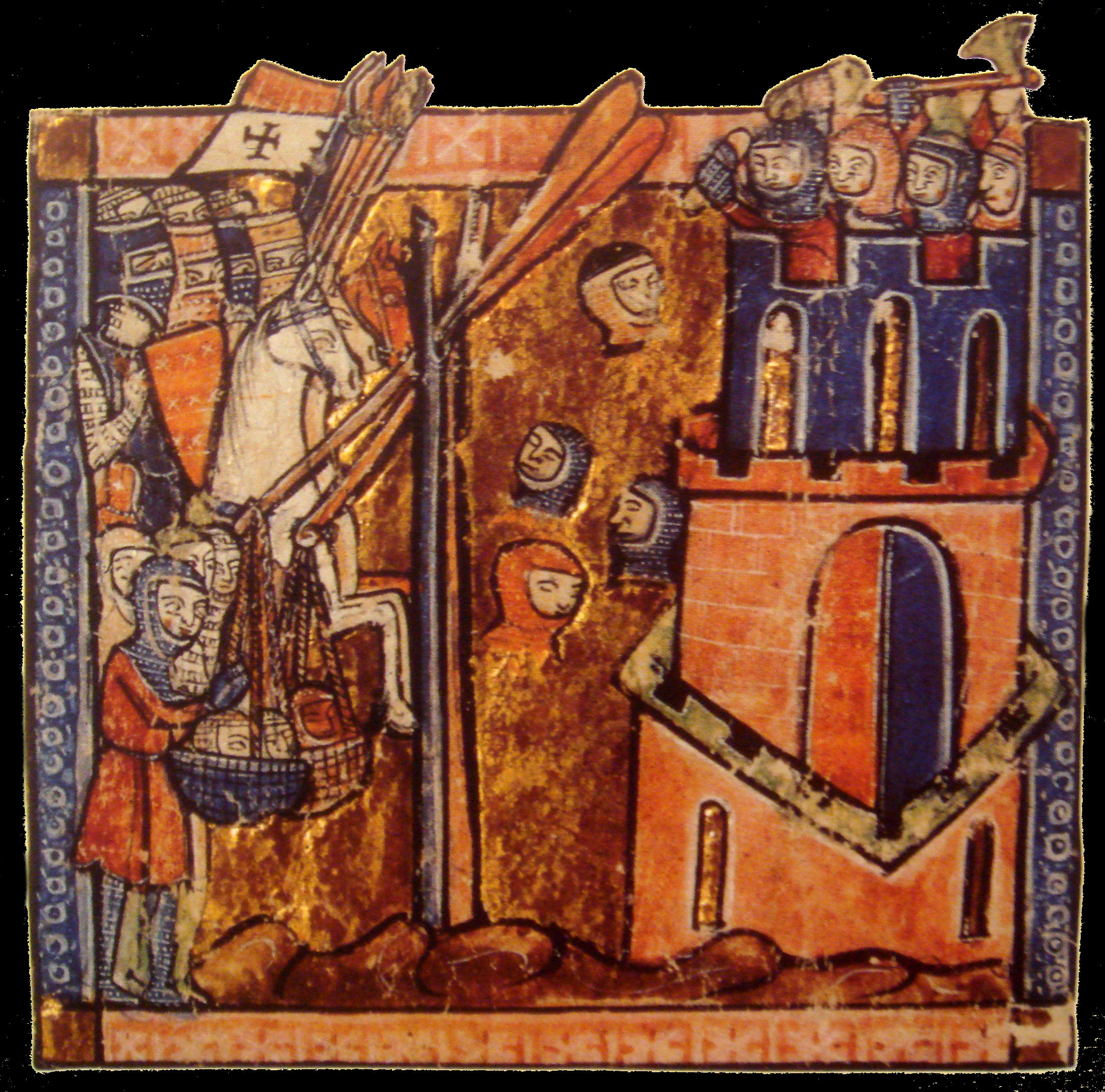
Kreuzfahrer schleudern die Köpfe getöteter Türken in die Stadt Nicäa, 13. Jh.

- 6. Mai: Die ersten Kreuzfahrer erreichen Nicäa, die Hauptstadt der Rum-Seldschuken.
- 14. Mai: Ein Heer von Kreuzfahrern unter der Führung von Bohemund von Tarent, Gottfried von Bouillon und Adhemar de Monteil beginnt mit der Belagerung von Nicäa. Am 16. Mai stürmen die türkischen Verteidiger aus der Stadt, werden aber in einem Scharmützel mit dem Verlust von 200 Männern zurückgeschlagen. Die Türken schicken Nachrichten an den seldschukischen Sultan Kılıç Arslan I., in denen sie um seine Rückkehr bitten.
- 21. Mai: Kılıç Arslan, der in Eilmärschen von einem Kampf gegen die Danischmenden zurückgekehrt ist, wird mit seinem Heer vor der Stadt durch die Kreuzritter geschlagen.
- 19. Juni: Nachdem die Kreuzfahrer die Stadt rund einen Monat belagert haben, ergibt sie sich nach Geheimverhandlungen den mit ihnen verbündeten Byzantinern unter Kaiser Alexios I. Deren General Manuel Boutoumites verhindert eine Plünderung der Stadt durch die Kreuzritter, indem er das Betreten in größeren Gruppen verbietet.
- 26. Juni: Die Kreuzfahrer verlassen Nicäa.
- 1. Juli: Mit dem Sieg der Kreuzritter über die Rum-Seldschuken in der Schlacht bei Doryläum ist der Weg nach Antiochia am Orontes offen.
- 20. Oktober: Die Kreuzfahrer erreichen den Fluss Orontes. Gottfried von Bouillon, Bohemund von Tarent, Raimund IV. von Toulouse und Bischof Adhemar de Monteil, sind anfangs über ihr weiteres Vorgehen uneins. Raimund will einen direkten Angriff; Bohemund hingegen kann Adhemar und Gottfried von einer Belagerung der Stadt überzeugen. Raimund akzeptiert widerwillig.

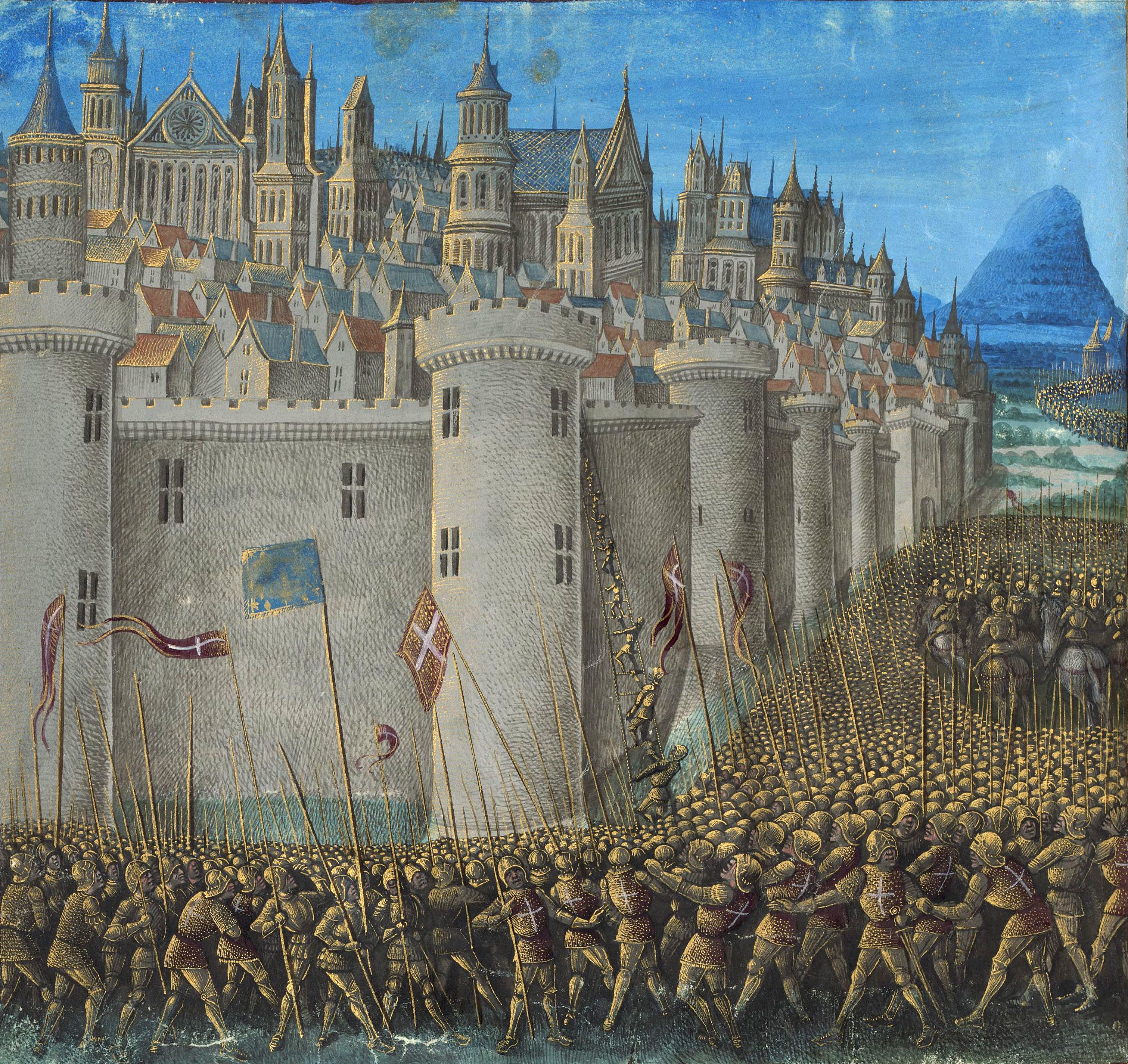
Belagerung von Antiochia

- 21. Oktober: Die Belagerung von Antiochia durch das Heer des ersten Kreuzzugs beginnt. Die Stadt wird von Statthalter Yaghi-Siyan verteidigt.
- Mitte November kommt Bohemunds Neffe Tankred von Tiberias mit weiteren Truppen an.
- Im Dezember erkrankt Gottfried, die Nahrungsmittel gehen mit dem anrückenden Winter dem Ende entgegen. Am Monatsende ziehen Bohemund und Robert von Flandern mit 20.000 Männern nach Süden, um Nahrungsmittel zu beschaffen, was Yaghi-Siyan am 29. Dezember zu einem Ausfall am Sankt-Georgs-Tor und einem Angriff auf Raimunds Lager auf der gegenüberliegenden Flussseite in Talenki nutzte. Raimund gelingt es, ihn zurückzudrängen, schafft es aber nicht, in die Stadt einzudringen. Bohemund und Robert werden in der Zeit von einer Armee unter Duqaq von Damaskus angegriffen, die nach Norden marschiert ist, um Antiochia zu Hilfe zu kommen. Obwohl die Kreuzfahrer hier siegreich bleiben, müssen sie sich mit den wenigen Lebensmitteln, die sie eingesammelt hatten, nach Antiochia zurückziehen.
- Ein Erdbeben am 30. Dezember und ungewöhnlich kaltes und regnerisches Wetter in den folgenden Wochen machen den Kreuzfahrern zu schaffen, bringen aber auch Duqaq dazu, sich zurückzuziehen und keinen weiteren Entsatzversuch zu unternehmen.

#### Ost- und Mitteleuropa
- April/Mai: Die Schlacht am Gvozd zwischen den Streitkräften des kroatischen Königs Petar Svačić und König Koloman von Ungarn endet mit einem ungarischen Sieg. Petar Svačić fällt und Koloman wird König von Kroatien.
- Auf dem Fürstentag von Ljubetsch wird das Senioratsprinzip der Kiewer Rus durch die Primogenitur ersetzt.

#### Schottland

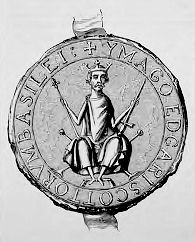
Siegel Edgars

Edgar wird König von Schottland als Nachfolger seines Onkels Donald III. und seines älteren Bruders Edmund, die gemeinsam geherrscht haben und von einer anglo-normannischen Streitmacht vom Thron vertrieben worden sind. Im Gegensatz zu Donald und Edmund sucht Edgar, dessen Mutter Margareta selbst Engländerin ist, politisch wieder die Nähe zum normannisch regierten Königreichs England.

#### Iberische Halbinsel
- August: Schlacht bei Consuegra (Provinz Toledo): König Alfons VI. von Kastilien und León wird von den Almoraviden geschlagen. Der Sohn von El Cid, Diego, stirbt in der Schlacht.
- El Cid besiegt die Almoraviden unter Ali ibn al-Haj in der Schlacht bei Bairén.

#### Weitere Ereignisse in Europa
Das Herzogtum Zähringen wird gegründet. Es ist als Ersatz für das den Zähringern versprochene, aber später nicht übertragene Herzogtum Schwaben gedacht, wird jedoch nicht als gleichwertig mit den althergebrachten Stammesherzogtümern wahrgenommen.

#### Urkundliche Ersterwähnungen
- Lancy, Herznach, Rheinweiler, Riederich und Saint-Barthélemy VD werden erstmals urkundlich erwähnt.

## Historische Karten und Ansichten

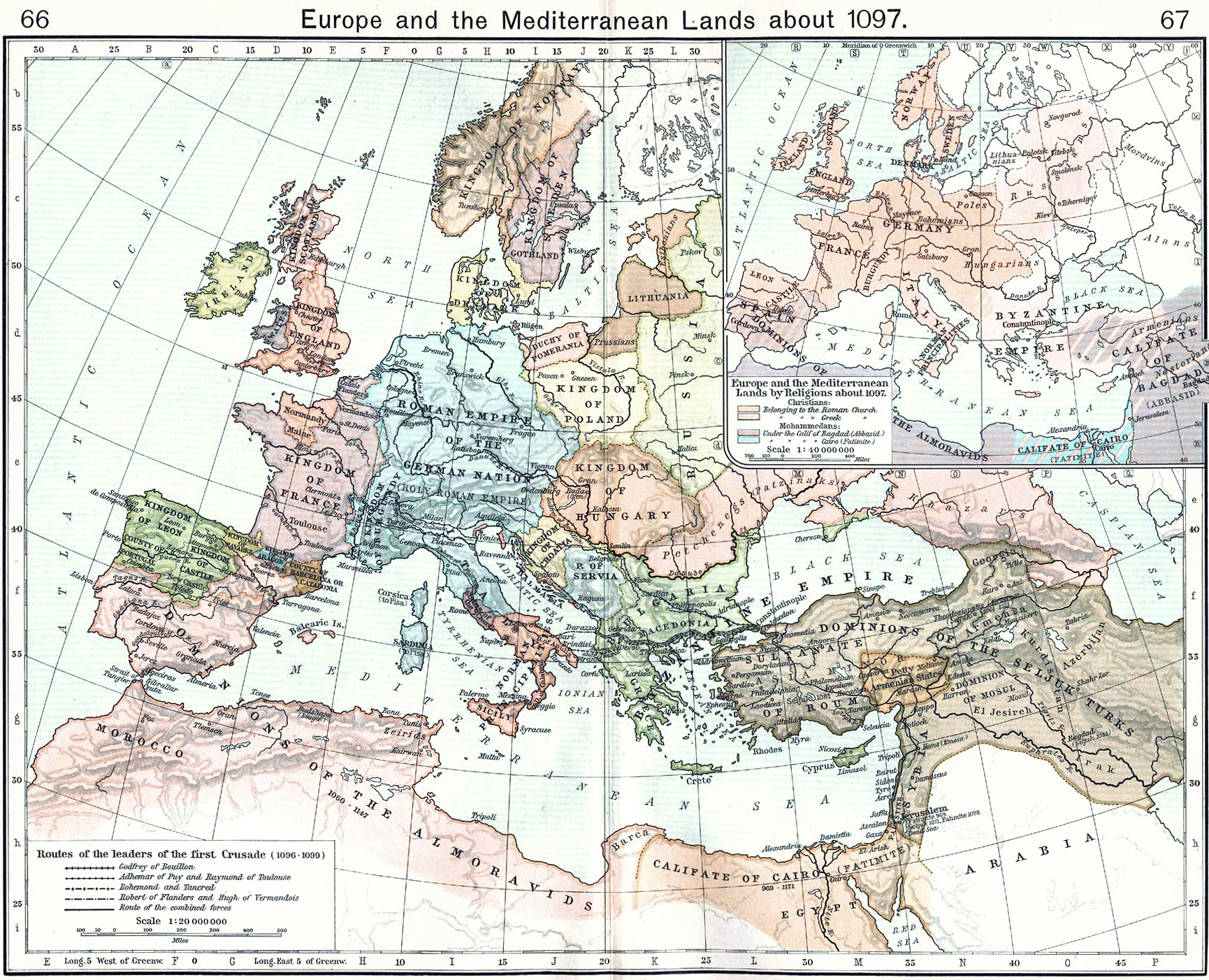
Europa 1097

### Religion
- Weihe des Klosters Mehrerau

## Geboren

### Genaues Geburtsdatum unbekannt
- Abū n-Nadschīb as-Suhrawardī, iranisch-sunnitischer Sufi-Gelehrter († 1168)
- Alp Arslan al-Achras, Sledschukenemir von Aleppo († 1114)
- Fujiwara no Tadamichi, ältester Sohn des japanischen Regenten († 1164)
- Lucius III., Papst († 1185)

### Geboren um 1097
- 1092 oder 1096/97: Stephan I. von Blois, König von England († 1154)
- Hugo von St. Viktor, christlicher Theologe († 1141)

## Gestorben

### Todesdatum gesichert
- 20. Februar: Minamoto no Tsunenobu, japanischer Staatsmann, Dichter und Musiker (* 1016)
- 7. März: Altwin, Bischof von Brixen
- 1. September: Wilhelm, normannischer Kreuzritter aus Apulien (* um 1072)
- 6. November: Heonjong, 14. König des koreanischen Goryeo-Reiches (* 1084)
- 9. November: Erpho, Bischof von Münster

### Genaues Todesdatum unbekannt
- Alberto Azzo II. d’Este, Stammvater der jüngeren Welfen
- Berengar Raimund II., Graf von Barcelona (* 1053/54)
- Florine von Burgund, französische Adlige im Ersten Kreuzzug (* um 1081)
- Gottfried III. der Bärtige, Graf von Anjou und Gâtinais (* 1040)
- Marpa, Begründer der Kagyü-Schulrichtung des tibetischen Buddhismus (* 1012)
- Odo von Bayeux, Bischof von Bayeux (* nach 1030)
- Petar Svačić, König von Kroatien
- Sven der Kreuzfahrer, dänischer Prinz und Teilnehmer des Ersten Kreuzzugs (* um 1050)
- Ulrich, Bischof von Minden
- Volkold I. von Malsburg, Stammvater der Grafen von Nidda (* um 1040)
- Wilhelm III., Graf von Lyon und Forez, Teilnehmer am ersten Kreuzzug